# 岐阜軸装
岐阜軸装株式会社（ぎふじくそう、英語: Gifujikuso Co., Ltd. ; 岐阜軸装、Gifujikuso）は、岐阜県本巣市宗慶に本部を構える大手の掛軸工房。1980年（昭和55年）5月設立。
掛軸（古軸仕立て直しも含む）などの表装を行っており、短納期・小ロット･高品質生産に対応できるのが特徴となっている。

## 主な事業
- 掛軸・額装品・屏風・衝立・扁額の表具（仕立て替えを含む）

## 主な取扱品目
- 掛軸
- 額装品
- 屏風
- 衝立
- 扁額
- 色紙

## グループ企業
- 株式会社偕拓堂アート
- 偕拓堂ギャラリー美術の森
- 菊水 （仕出し・お弁当）
- 菊水 - 北方支店（仕出し割烹）